# Stan Rogers
Stanley Allison Rogers, detto Stan (Hamilton, 29 novembre 1949 – Hebron, 2 giugno 1983), è stato un cantautore canadese.
È considerato come il principale rappresentante del genere folk in Canada. Morì tragicamente in un incidente aereo a soli trentatré anni.

## Biografia

### Carriera
Proveniva dal porto rurale di Hamilton nell'Ontario, dove grazie al supporto della famiglia si appassionò alla musica folk. Trasferitosi a Canso in Nuova Scozia, qui venne influenzato dallo stile di Hank Snow e Wilf Carter e cominciò così ad esibirsi, spesso accompagnato dal fratello Garnet al flauto mentre lui suonava la chitarra.
Avviata la propria carriera musicale fin da ragazzo, nel 1970 pubblicò il suo primo singolo, Here's to You, Santa Claus. Per i primi anni ebbe tuttavia difficoltà a trovare un'etichetta che lo sostenesse, finché nel 1976 riuscì a pubblicare il suo primo album Fogarty's Cove con la Barn Swallow Records; tra le canzoni ivi contenute c'era anche Barrett's Privateers, tutt'oggi considerato il brano più noto di Rogers. L'album si rivelò un grande successo, e negli anni immediatamente successivi si affermò come la principale voce della musica folk nordamericana pubblicando altri cinque album.

### Morte
Nel 1983, cercando di espandere la sua popolarità anche negli Stati Uniti, Rogers partecipò al festival musicale di Kerrville in Texas, che si rivelò un grande successo. Il 2 giugno, mentre rientrava in Canada sul volo Air Canada 797 partito da Dallas e diretto a Toronto, rimase coinvolto nell'incidente aereo che costò la vita a 23 dei 46 passeggeri.
Durante il volo scoppiò a bordo un incendio per cause mai del tutto chiarite, e i piloti furono costretti ad effettuare un atterraggio di emergenza ad Hebron, presso Cincinnati. A questo punto cominciò l'evacuazione dell'aereo, e la metà dei passeggeri riuscì a mettersi in salvo; nel giro di pochi secondi tuttavia una fiammata avvolse completamente il velivolo, uccidendo tutti coloro che ancora non erano riusciti a fuggire. Rogers, che non era ancora uscito dall'aereo, fu tra le vittime della tragedia; aveva trentatré anni.
In seguito al suo decesso uscirono altri due album postumi, più numerose raccolte e registrazioni di concerti negli anni successivi.

## Stile
Paragonato a Bob Dylan e Woody Guthrie, lo stile musicale di Rogers si distingueva per versatilità, pur reiterando i ritmi tipici della musica folk. Le sue tematiche predilette erano la vita delle comunità rurali canadesi e dei loro abitanti, soprattutto minatori e marinai, concentrandosi quindi nella descrizione dell'esistenza quotidiana delle classi basse della società nordamericana. Rogers, aiutato da una voce profonda e potente, era solito rendere le sue canzoni delle vere e proprie novelle, come ad esempio Barrett's Privateers, che se non sempre rispecchiavano fatti realmente accaduti si distinguevano comunque per accuratezza e aderenza alla realtà.
Rogers fu inoltre uno dei pionieri della musica celtica nel Nordamerica, contribuendo alla sua diffusione.

## Commemorazioni
Virtualmente sconosciuto al di fuori dell'ambiente folk durante la sua carriera, dopo la sua morte la fama di Rogers si è man mano diffusa ed è oggi riconosciuto come uno dei cantautori canadesi più importanti di sempre. Per commemoralo in Canada venne proposto postumamente per numerosi premi musicali, e in seguito venne rilasciato un francobollo in suo onore. Nel 1983, un anno dopo la sua morte, una sua biografia si rivelò un bestseller e uno dei libri più venduti di sempre in Canada.

## Discografia
- 1976 – Fogarty's Cove
- 1978 – Turnaround
- 1979 – Between the Breaks ... Live!
- 1981 – Northwest Passage
- 1983 – For the Family (postumo)
- 1984 – From Fresh Water (postumo)